# 東京ガス不動産
東京ガス不動産株式会社（とうきょうガスふどうさん）は、東京都に本社を置く東京ガス100%子会社の不動産会社。

## 概要
東京ガスグループの不動産事業を担い、不動産賃貸事業と不動産運営管理事業を主な事業とする。
開発実績は新宿パークタワー、田町ステーションタワー、豊洲の街づくりが挙げられる。賃貸住宅のブランドは「ラティエラ」である。
2023年（令和5年）4月には、株式会社スプリング・インベストメントを買収、「東京ガス不動産投資顧問株式会社」に商号変更し、私募リートの設立を目指すことを発表した。また、海外事業や物流事業にも参入する。

## 沿革
- 1953年（昭和28年）5月 - 株式会社呉服橋ビルディングとして設立
- 1957年（昭和32年）8月 - 株式会社東京ガスビルディングに商号変更
- 1963年（昭和38年）4月 - 東京ガス不動産株式会社に商号変更
- 1981年（昭和56年）6月 - 株式会社ティー・ジー不動産に商号変更
- 1989年（平成元年）6月 - 東京ガス都市開発株式会社に商号変更
- 2017年（平成29年）4月 -  東京ガス株式会社が新設する東京ガス不動産ホールディングス株式会社に、東京ガス都市開発株式会社及び東京ガス用地開発株式会社の株式を移管[7]
- 2019年（平成31年）4月 - 東京ガス都市開発株式会社が、東京ガス不動産ホールディングス株式会社及び東京ガス用地開発株式会社を吸収合併[8]し、東京ガス不動産株式会社に商号変更[9]

## 主な物件
- 新宿パークタワー - パークハイアット東京

東京ガスの営業・供給・地域冷暖房の拠点の跡地の再開発として、1994年（平成6年）竣工。
- 芝パークビル

2018年（平成30年）に、関電不動産開発などと共同で取得。
- 呉服橋ビル（東京瓦斯ビルディング、TGビルディング[11]）

東京ガスの本社ビルとして1954年（昭和29年）竣工。なお、本社は1984年（昭和59年）に浜松町ビル（東京ガスビルディング）に移転。
- GINZA gCUBE（銀座ガスホールビルを建替）
- msb Tamachi（ムスブ田町）
- TOYOSU22（豊洲）
- 虎ノ門二丁目地区第一種市街地再開発事業 業務棟[12]